# サン・ロレンツォ・ディ・セバート
サン・ロレンツォ・ディ・セバート（イタリア語: San Lorenzo di Sebato ; ドイツ語: St. Lorenzen ザンクト・ロレンツェン）は、イタリア共和国トレンティーノ＝アルト・アディジェ州ボルツァーノ自治県にある、人口約3,900人の基礎自治体（コムーネ）。

## 地理

### 位置・広がり

#### 隣接コムーネ
隣接するコムーネは以下の通り。
- ブルーニコ
- キエーネス
- ファルツェス
- ルゾーン
- マレッベ
- ロデンゴ

## 行政

### 分離集落
サン・ロレンツォ・ディ・セバートには以下の分離集落（フラツィオーネ）がある。
- Campomolino/Lothen, Castelbadia/Sonnenburg, Elle/Ellen, Fassine/Fassing, Floronzo/Pflaurenz, Mantana/Montal, Onies/Onach, Palù/Moos, Ronchi/Runggen, San Martino/St. Martin, Santo Stefano/Stefansdorf, Sares/Saalen

## 住民

### 言語
| 言語集団調査（2011年） | 言語集団調査（2011年） | 言語集団調査（2011年） | 言語集団調査（2011年） | 言語集団調査（2011年） |
| ---------------------- | ---------------------- | ---------------------- | ---------------------- | ---------------------- |
|                        |                        |                        |                        |                        |
| ドイツ語               | ドイツ語               |                        | 95.31%                 | 95.31%                 |
| イタリア語             | イタリア語             |                        | 2.64%                  | 2.64%                  |
| ラディン語             | ラディン語             |                        | 2.05%                  | 2.05%                  |

2011年に行われた、住民がドイツ語・イタリア語・ラディン語のいずれの「言語集団」に属するかの調査によれば（ボルツァーノ自治県#言語集団調査参照）、住民の約95%がドイツ語話者である。

## 人物

### 著名な出身者
- ヤーコプ・フッター - 16世紀初頭の宗教改革指導者、フッター派創始者。